# 사색형 색각

조류(납부리새과의 예)의 원추세포에 있는 4가지 색소는 색각을 자외선 영역까지 넓혀 준다.

사색형 색각(四色型色覺, Tetrachromacy)은 색을 네 종류의 원추세포로 지각하는 것이다. 삼색형 색각을 지닌 평범한 사람들보다 적색과 녹색 사이의 색을 더 잘 구분한다.

## 같이 보기
- 단색형 색각
- 이색형 색각
- 삼색형 색각